# کازونوری اییو
کازونوری اییو (انگلیسی: Kazunori Iio؛ زادهٔ ۲۳ فوریهٔ ۱۹۸۲) بازیکن فوتبال اهل ژاپن است.
از باشگاه‌هایی که در آن بازی کرده‌است می‌توان به باشگاه فوتبال کاوازاکی فرونتال، باشگاه فوتبال توکیو وردی، و باشگاه فوتبال آویسپا فوکوئوکا اشاره کرد.
وی همچنین در تیم ملی فوتبال زیر ۲۰ سال ژاپن بازی کرده‌است.